# Аттика (тюрьма)
Исправительное учреждение «Аттика» (англ. Attica Correctional Facility) — тюрьма штата Нью-Йорк категории максимальной/супермаксимальной безопасности, расположена в г. Аттика, находится в ведении Департамента исправительных учреждений  штата Нью-Йорк. После завершения строительства в 1930-х там содержались многие опасные преступники того времени. В столовой и производственных помещениях тюрьмы установлена система, распыляющая слезоточивый газ с целью подавления конфликтов. Сейчас в тюрьме содержатся заключённые, отбывающие различные сроки наказания от коротких до пожизненных, а также заключённые, переведённые из других тюрем в связи с проблемами с дисциплиной.
В 1971 году в тюрьме произошёл бунт, в ходе которого погибло 43 человека, из них 33 заключённых, десять офицеров-тюремщиков и гражданских служащих. Один из охранников погиб от рук взбунтовавшихся заключённых в самом начале конфликта. Остальные были застрелены в ходе штурма тюрьмы полицией штата и войсками национальной гвардии. Одной из причин бунта стала переполненность тюрьмы. На сегодняшний день тюрьма также переполнена. Часть заключённых содержится по двое в маленьких камерах, предназначенных для одного человека.